# Félix Palomares
 (septembre 2014).
Si vous disposez d'ouvrages ou d'articles de référence ou si vous connaissez des sites web de qualité traitant du thème abordé ici, merci de compléter l'article en donnant les références utiles à sa vérifiabilité et en les liant à la section « Notes et références ».
Pour les articles homonymes, voir Palomares.
Félix Palomares Poveda, né le 6 janvier 1955 à El Campello (province d'Alicante, Espagne), est un footballeur espagnol qui jouait au poste de milieu de terrain.

## Biographie
Félix Palomares, âgé de 17 ans, commence sa carrière en 1972 avec Elche CF. Il joue son premier match de championnat d'Espagne le 18 novembre 1973 face à la Real Sociedad. En 1978, il est recruté par le FC Barcelone où il ne reste qu'une seule saison. Avec Barcelone, il remporte la Coupe d'Europe des vainqueurs de coupe en 1979.
En 1979, il rejoint l'Hércules d'Alicante puis de nouveau Elche CF en 1980. En 1981, il joue une saison avec le CE Sabadell. Il retourne encore une fois au Elche CF en 1982. Il met un terme à sa carrière en 1985.

## Palmarès
Avec le FC Barcelone :
- Vainqueur de la Coupe d'Europe des vainqueurs de coupe en 1979